# Анна Майкельсон-Каммінс
Анна Майкельсон-Каммінс  (англ. Anna Mickelson-Cummins, 21 березня 1980) - американська веслувальниця, олімпійська чемпіонка.

## Виступи на Олімпіадах
| Олімпіада  | Дисципліна                      | Місце |
| ---------- | ------------------------------- | ----- |
| Афіни 2004 | вісімка розстібна зі стерновим  | 2     |
| Пекін 2008 | двійка розстібна без стернового | 7     |
| Пекін 2008 | вісімка розстібна зі стерновим  | 1     |